# Ryszard Ronczewski
Ryszard Ronczewski (Puszkarnia, 1930. június 27. – Sopot, 2020. október 17.) lengyel színész.

## Fontosabb filmjei
Mozifilmek
- Atlanti történet (Opowieść atlantycka) (1955)
- Podhale w ogniu (1956)
- Egy ember frakkban (Nikodem Dyzma) (1956)
- Trzy kobiety (1957)
- Haláltánc (Prawdziwy koniec wielkiej wojny) (1957)
- Éva aludni akar (Ewa chce spać) (1958)
- Kancsal szerencse (Zezowate szczęście) (1960)
- Keresztesek (Krzyżacy) (1960)
- Az első év (Rok pierwszy) (1960)
- Szatan z siódmej klasy (1960)
- Sámson (Samson) (1961)
- Emlékek éjszakája (Zaduszki) (1961)
- Akik ellopták a Holdat (O dwóch takich, co ukradli Księżyc) (1962)
- Egy taxisofőr halála (Ostatni kurs) (1963)
- Hanka asszony naplója (Pamiętnik pani Hanki) (1963)
- A mi világunk vége (Koniec naszego świata) (1964)
- Kaland a Sierra Morénában (Rękopis znaleziony w Saragossie) (1965)
- Három lépés a földön (Trzy kroki po ziemi) (1965)
- A fáraó (Faraon) (1966)
- Orvosság a szerelemre (Lekarstwo na miłość) (1966)
- Cala naprzód (1967)
- Bicz Boży (1967)
- Westerplatte (1967)
- Farkasvisszhang (Wilcze echa) (1968)
- A kis lovag (an Wołodyjowski) (1969)
- A komp (Prom) (1970)
- Kopernikusz (Kopernik) (1973)
- Menedékhely (Azyl) (1978)
- Tűréshatáron túl (Blood of the Innocent) (1994)
- Vágta (Cwał) (1996)
- Jutro będzie niebo (2001)
- Az úr morzsái (Edges of the Lord) (2001)
- Régi mese – Amikor a nap Isten volt (Stara baśń. Kiedy słońce było bogiem) (2003)
- Übü király (Ubu Król) (2003)
- Unkenrufe – Zeit der Versöhnung (2005)
- A végén turisták jönnek (Am Ende kommen Touristen) (2007)
- Kaddis egy barátért (Kaddisch für einen Freund) (2012)
- Ezután (Pokłosie) (2012)
- Westen (2013)
- My Name Is Sara (2019)

Tv-filmek
- Utazás egy mosolyért (Podróż za jeden uśmiech) (1972)

Tv-sorozatok
- Dyrektorzy (1975, hat epizódban)
- Kiadatás 2. (Ekstradycja 2) (1997, egy epizódban)
- Im Angesicht des Verbrechens (2010, hat epizódban)
- Titkok nélkül (Bez tajemnic) (2012, egy epizódban)